# Buck Lake 133C
Buck Lake 133C är ett reservat i Kanada.   Det ligger i provinsen Alberta, i den centrala delen av landet, 2 900 km väster om huvudstaden Ottawa.
I omgivningarna runt Buck Lake 133C växer i huvudsak blandskog. Runt Buck Lake 133C är det mycket glesbefolkat, med 3 invånare per kvadratkilometer.